# Víctor Monreal Sarto
Víctor Monreal Sarto (Saragossa, 1940 - Tarragona, 1968) va ser un director de fotografia aragonès. De ben jove va col·laborar amb la Sociedad Fotográfica Zaragozana amb Joaquín Gil Marraco, Carlos Lasierra, José Antonio Duce i altres. El 1958 va assolir la Conquilla d'Or al Festival Internacional de Cinema amateur a Sant Sebastià amb el curtmetratge París. En acabar el batxillerat a l'Institut d'Investicacions i Experiències Cinematogràfiques.
El 1962 debutà com a director de fotografia en quatre curtmetratges (Los gigantes de La Mancha, de M. Villanova; Más allá de Bilbao, de R. Peña; Poema en el Parque, de Domingo Almendros, i Zaragoza, Ciudad Inmortal, de J.A. Duce). El 1963 es va consolidar treballant com a director de fotografia dels llargmetratges de Miguel Lluch i es va vincular a la productora Moncayo Films. El 1964 dirigiria la fotografia de Young Sánchez, que fou premiada al Festival Internacional de Cinema de Mar del Plata i el seu treball hi fou lloat.
Simultàniament va treballar als llargmetratges Muere una mujer, de Mario Camus; El rostro del asesino, de Pedro Lazaga, Culpable para un delito, de Duce y Alfaro, i El magnífico Tony Carrera, de José Antonio de la Loma. Per aquesta última va rebre el premi a la millor fotografia als Premis del Sindicat Nacional de l'Espectacle de 1968.
Després del rodatge d'aquesta pel·lícula va treballar amb Jordi Feliu i Nicolau en el rodatge de La espera, un curtmetratge filmat a les ruïnes incaiques del Perú. Un cop retornat a Saragossa, va rebre l'encàrrec de filmar un reportatge sobre la central nuclear de Tarragona. El 28 d'octubre de 1968 va morir en un accident de trànsit en xocar contra un alter vehicle a la localitat d'Alcover.

## Filmografia
- El precio de un asesino (1963)
- Young Sánchez (1964)
- La chica del auto-stop (1965)
- Vivir un largo invierno (1965)
- Muere una mujer (1965)
- El rostro del asesino (1965)
- La visita que no tocó el timbre (1965)
- Doc, manos de plata (1965)
- Siete pistolas para Timothy (1965)
- Cuatro dólares de venganza (1965)
- Culpable para un delito (1966)
- Dinamita Joe (1966)
- Clint el solitario (1966)
- Con la muerte a la espalda (1966)
- Codo con codo (1966)
- Misión en Ginebra (1967)
- El magnífico Tony Carrera (1968)